# Euproctis postbicolor
Euproctis postbicolor är en fjärilsart som beskrevs av Rothschild 1915. Euproctis postbicolor ingår i släktet Euproctis och familjen tofsspinnare. Inga underarter finns listade i Catalogue of Life.